# Goleș, Sofia
Goleș (în bulgară Голеш) este un sat în comuna Godeci, regiunea Sofia,  Bulgaria. 

## Demografie
Componența etnică a satului Goleș
     Bulgari (94,91%)
     Nicio identificare (5,08%)
     Altele (0%)
La recensământul din 2011, populația satului Goleș era de 59 locuitori. Din punct de vedere etnic, majoritatea locuitorilor (94,91%) erau bulgari. Pentru 5,08% din locuitori nu este cunoscută apartenența etnică.